# Desa Raharja (administrativ by i Indonesien, lat -6,68, long 107,55)
Desa Raharja är en administrativ by i Indonesien.   Den ligger i provinsen Jawa Barat, i den västra delen av landet, 90 km sydost om huvudstaden Jakarta.